# Kalköfen (Stattegg)

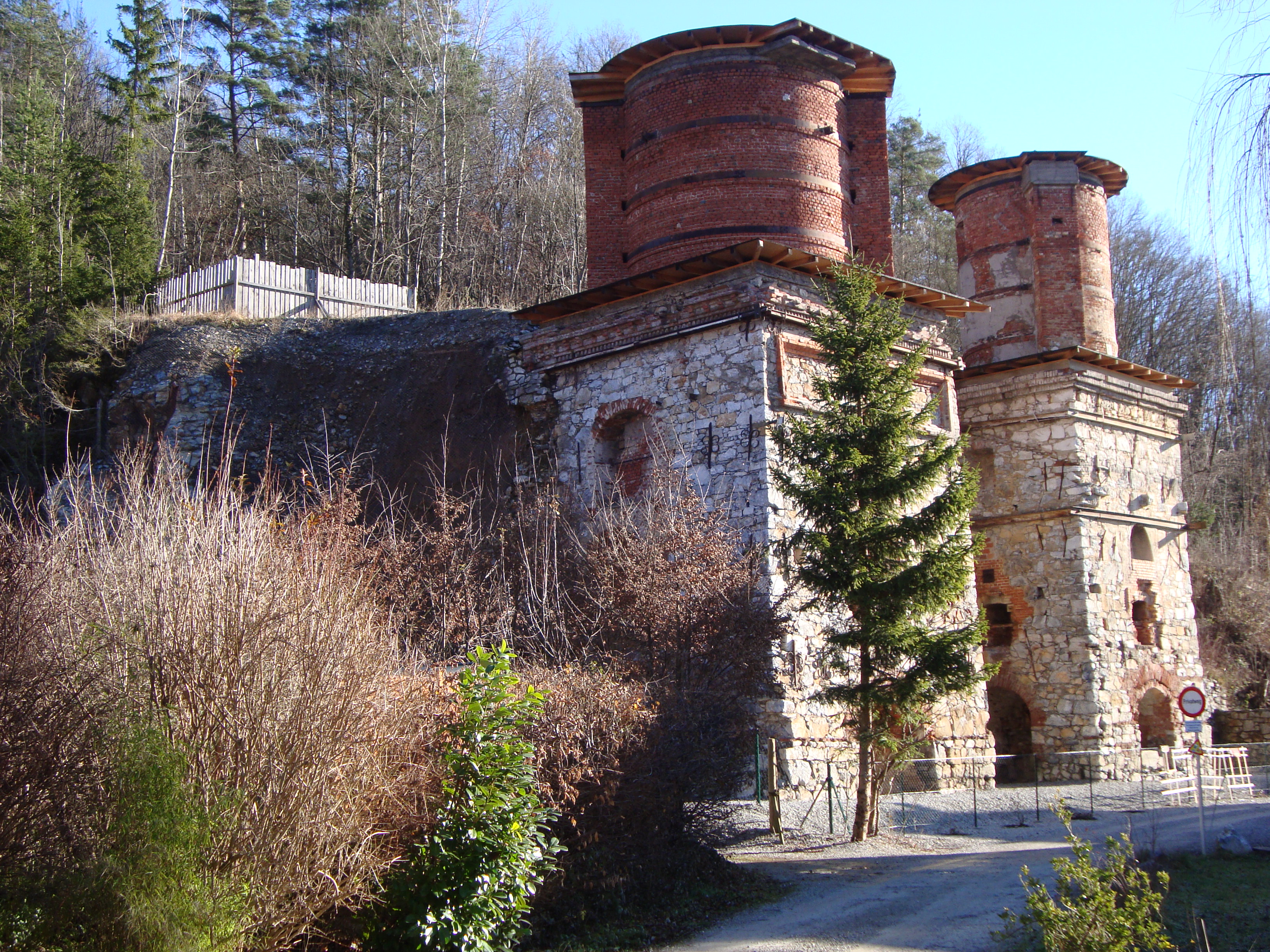
Die beiden Kalköfen im Dezember 2009

Die zwei Kalköfen in der Gemeinde Stattegg in der Steiermark wurden gegen Ende des 19. Jahrhunderts errichtet und stehen seit 1981 unter Denkmalschutz. Sie sind die letzten Reste eines 1966 stillgelegten Kalkwerkes und Schotterwerkes. Zu Blütezeit des Werkes wurden in den Öfen ungefähr 8000 Tonnen Kalk pro Jahr gebrannt.

## Lage
Die Öfen stehen im Stattegger Ortsteil Ursprung.

## Geschichte
Im Jahr 1890 erwarb der Grazer Unternehmer Franz Jammernegg den Stattegger Hof und errichtete an dessen Stelle ein Kalk- und Schotterwerk. In diesem Jahr wurde zumindest der linke Kalkofen errichtet. Das Werk war über eine Feldbahn mit der Schleppbahn der Maschinenfabrik Andritz verbunden. 1920 wurde in der zum Anwesen gehörenden Moosmühle eine Francis-Turbine zur Stromerzeugung aufgestellt. 1926 wurde ein Maschinenhaus mit Dieselmotor, einem Kompressor für die Bohrhämmer und einem Gleichstromgenerator errichtet. 1938 und 1939 wurden beide Öfen ausgebaut, es wurde jeweils ein zylindrischer Kamin aufgesetzt. 1943 wurde das Kalkwerk zum deutschen Eigentum erklärt. 1943 bis 1948 lag das Werk still, 1966 wurde es endgültig geschlossen.
Seit dem Jahr 1981 stehen die Kalköfen unter Denkmalschutz.
Stand August 2025 sind die Kamine rund und die rechteckig vorstehenden Öfen ebenso überdacht. Das Gelände um die Öfen ist grob geschottert und mit Maschendrahtgitter umzäunt, der Zaun mit Efeu bewachsen.

## Beschreibung
Die Kalköfen mit einem blockförmigen Baukörper sind nach oben hin leicht verjüngt und bestehen aus unregelmäßigem Quader- und Bruchsteinmauerwerk. Das Mauerwerk wurde in regelmäßigen Abständen mit von Zugeisen verankert. Die dafür nötigen Mauerschließen sind bei dem linken Ofen ornamental ausgestaltet. An den Wandflächen befinden sich Durchbrüche für die rundbogigen Feuerungs- und Entnahmeöffnungen.
Die Gewölbe für die Öffnungen sind aus Ziegeln gemauert. Der Innenmantel des Kerngemäuers ist mit Schamotteziegeln ausgekleidet. Die Erhöhung der Öfen in den Jahren 1938/39 erfolgte durch zylindrische, aus Ziegeln gemauerte und mit ringförmigen Bandeisen umschlossene Schornsteine. Diese waren ursprünglich verputzt. Der linke Ofen hat auf Höhe der Gichtebene ein reich profiliertes Kranzgesims im Gründerzeitstil. Beim rechten Ofen wurde das Gesims einfach ausgeführt.
Die heute nicht mehr erhaltene Gichtglocke bestand aus einem Fülltrichter mit versenkbarem Kegelverschluss. Vom ursprünglich hölzernen Hüttengebäude sind nur noch Auflagenischen für die Balken im Raugemäuer der Öfen erhalten.